# Theodosia antoinei
Theodosia antoinei är en skalbaggsart som beskrevs av Shinji Nagai 1998. Theodosia antoinei ingår i släktet Theodosia och familjen Cetoniidae. Inga underarter finns listade i Catalogue of Life.